# くじゃく座アルファ星
くじゃく座α星（くじゃくざアルファせい）は、くじゃく座で最も明るい恒星で2等星。

## 概要
青白く輝く星で、全天でも明るい星の一つだが、日本では南方でさえほとんど見ることができない。一方、南半球では、周りに明るい星がないことから、比較的容易に確認することができる。分光連星で、主星の周りを伴星が11.8日という短い周期で周回している。

## 名称
Alpha Pavonis。固有名のピーコック (Peacock) は英語でオスのクジャクのこと。船舶や航空機の天測航法でよく用いられる57の恒星のうち、この恒星とりゅうこつ座ε星の2個のみが固有名を持っていなかったため、1930年代にイギリス空軍機用の天測暦が作成された際に名付けられた。2016年7月20日に国際天文学連合の恒星の命名に関するワーキンググループ (Working Group on Star Names, WGSN) は、Peacock をくじゃく座α星Aaの固有名として正式に承認した。